# 陈建 (企业家)
陈建（1976年12月21日—）是一位日本华人企业家，创业新干线创始人。

## 生平
1976年出生于福建省福清市，曾在家族经营的食用油公司担任销售，2000年公司倒闭，2001年赴日留学。毕业后进入宋文洲的日本软脑科技担任IT销售。
2009年5月建立创业新干线网站，提供日本创业信息。2016年设立霓虹基业(上海)健康管理咨询有限公司担任总经理，2017年建立上海大崎新干线餐饮管理有限公司并担任社长。2018年辞任创业新干线社长一职，担任会长。